# Hochosterwitz
Hochosterwitz (slovinsky Ostrovica) je rakouský hrad postavený na strmé dolomitové skále poblíž obce Sankt Georgen am Längsee. Stojí východně od města St. Veit an der Glan ve spolkové zemi Korutany, asi 20 km severovýchodně od Klagenfurtu. Jedná se o jeden z nejpůsobivějších rakouských hradů, který je korutanskou turistickou atrakcí.
Součástí jeho opevnění je dlouhá přístupová cesta se 14 velkými branami. Druhý přístup k hradu se německy nazývá Narrensteig – stezka bláznů, a vede strmým západním svahem skály, na které je postaven. Veřejnosti je Hochosterwitz přístupný od dubna do října, při jeho návštěvě mohou turisté využít výtah, který vede od parkoviště pod ním.

## Historie
Archeologické nálezy v této lokalitě pocházejí už z rané doby bronzové, první písemná zmínka o tomto místě je z roku 860, kdy král Ludvík II. Němec daroval část zdejšího majetku salcburské arcidiecézi. Poté se hrad nacházel v držení rodu Sponheimů, od nich přešel do vlastnictví Osterwitzů. Po vymření tohoto rodu v druhé polovině 15. století ho získal Fridrich III. Habsburský, v tu dobu byl také poškozován opakovanými tureckými útoky. Okolo roku 1541 získala Hochosterwitz rodina Khevenhüllerů, která nechala vylepšit jeho opevnění. Potomci tohoto rodu vlastní hrad dodnes.

## Galerie

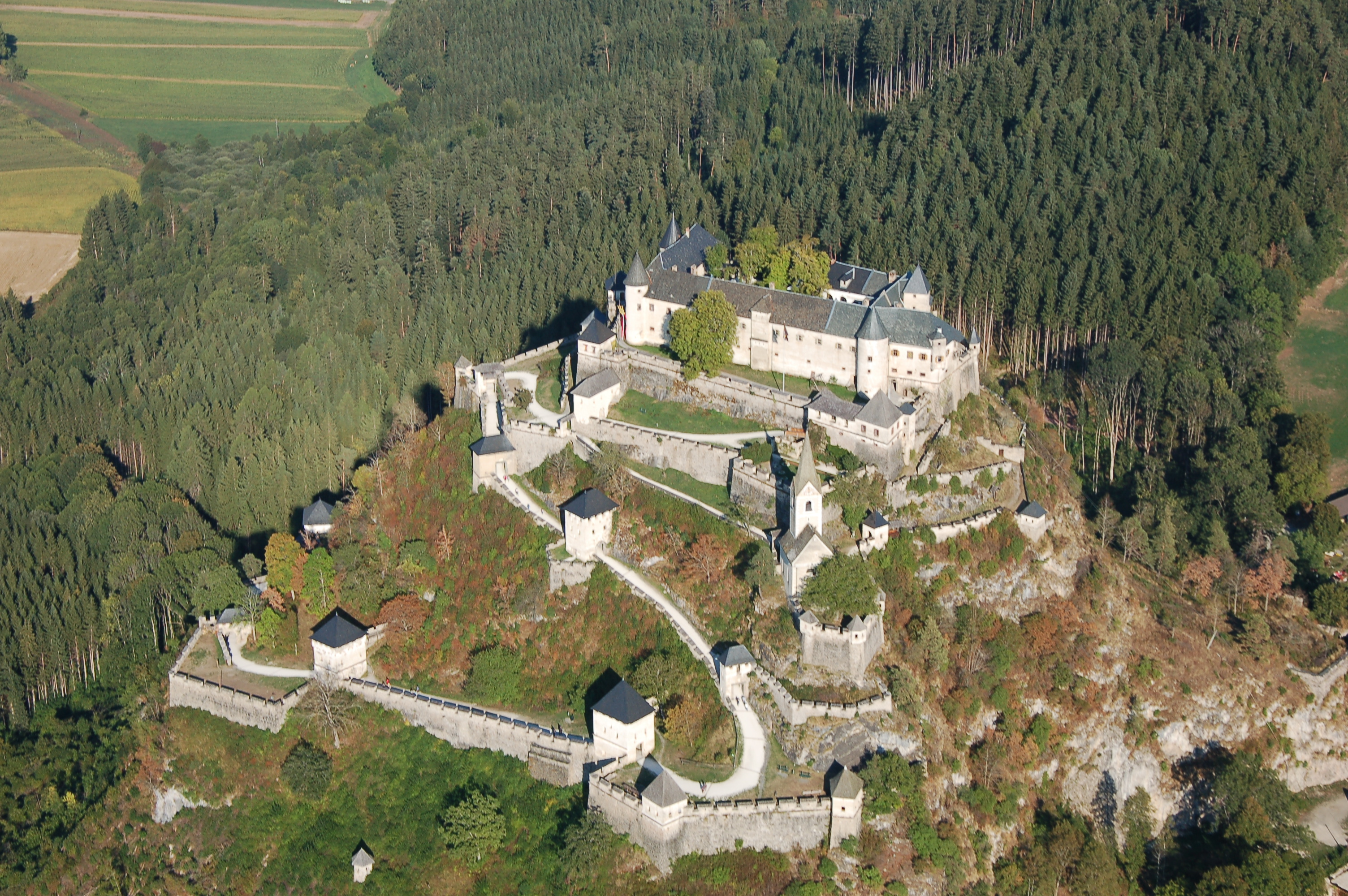
Hrad od severu s přístupovou cestou
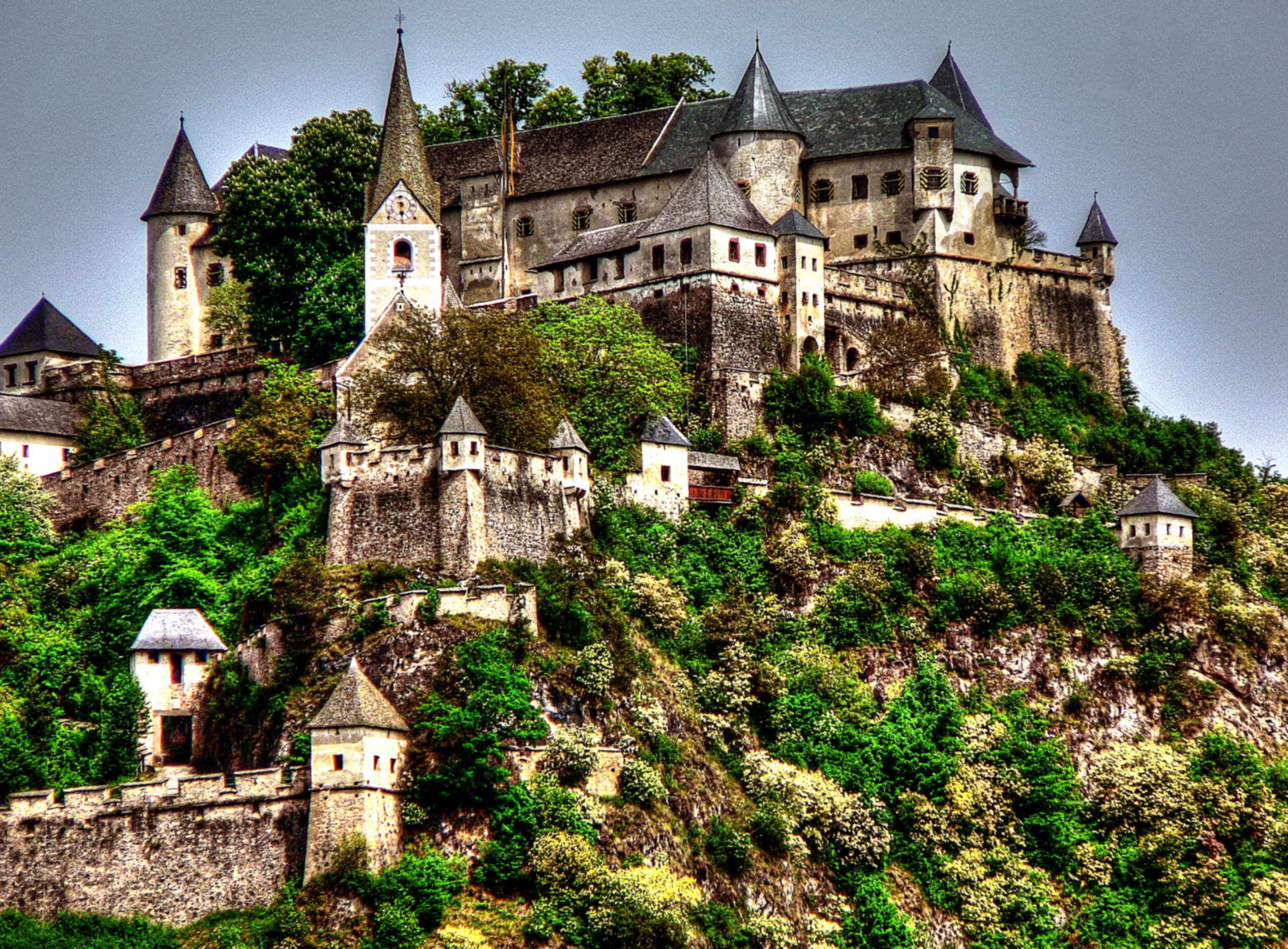
Palác a kostel
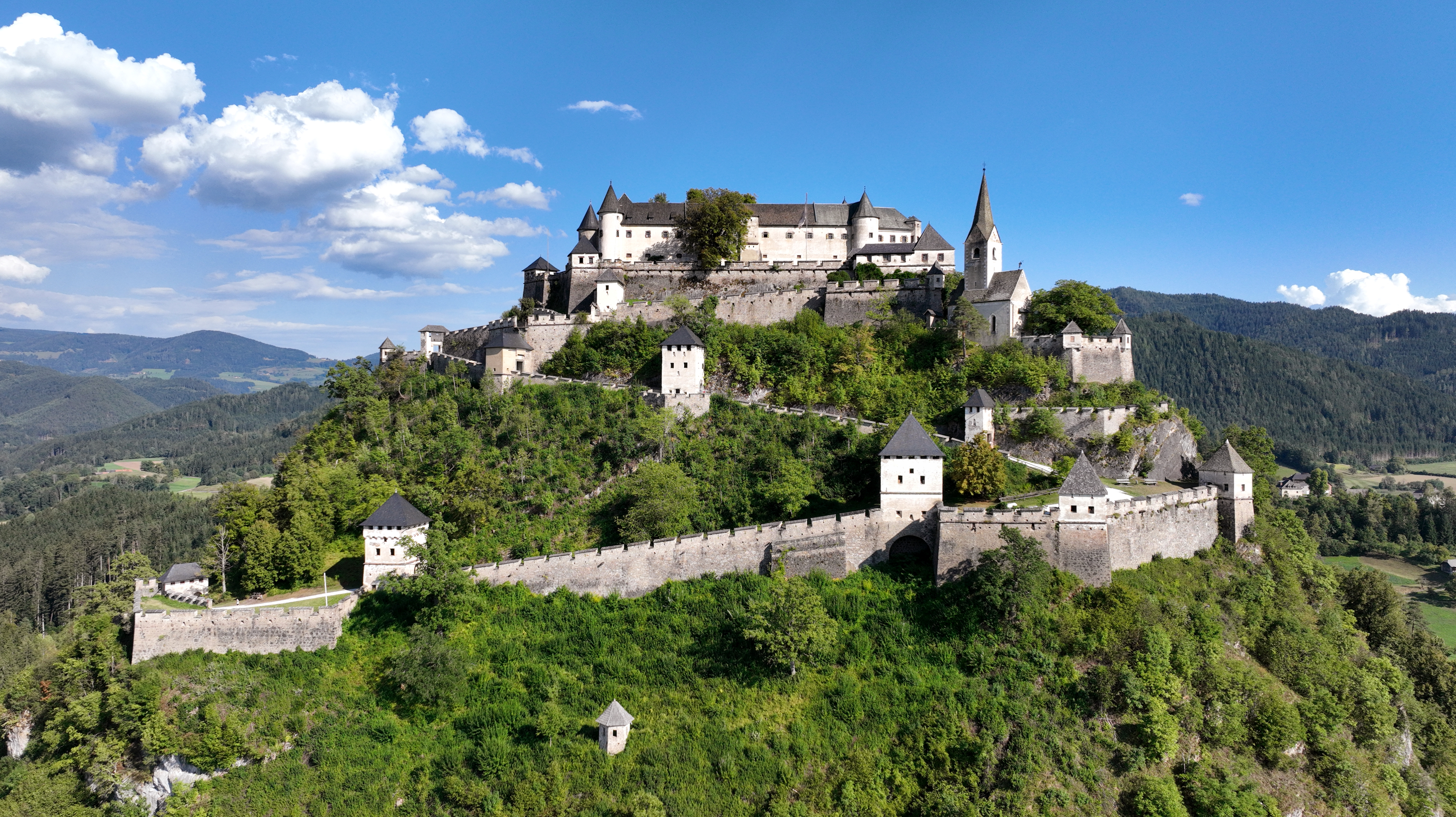
Severozápadní pohled
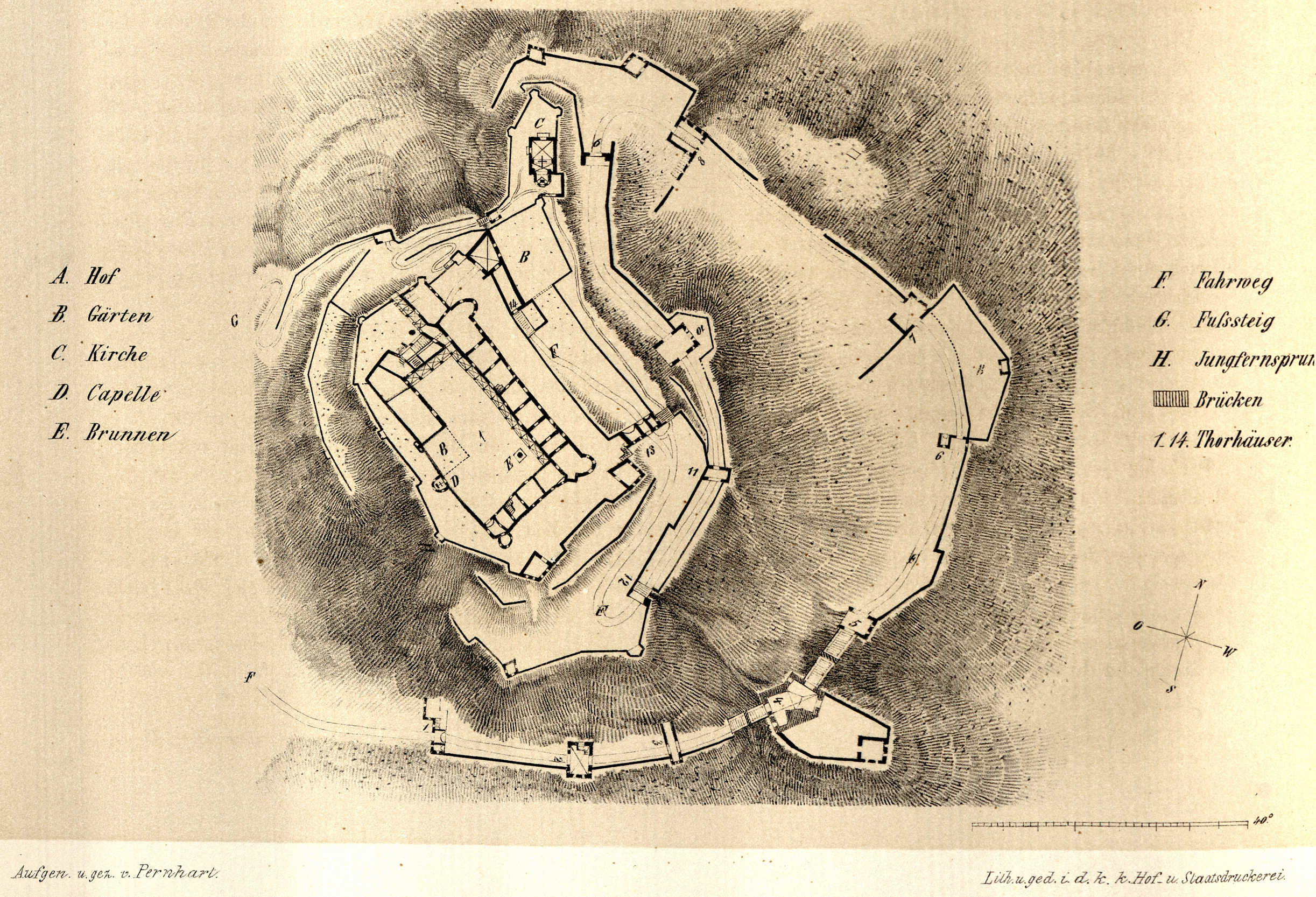
Plán z roku 1860